# Philippe Ward

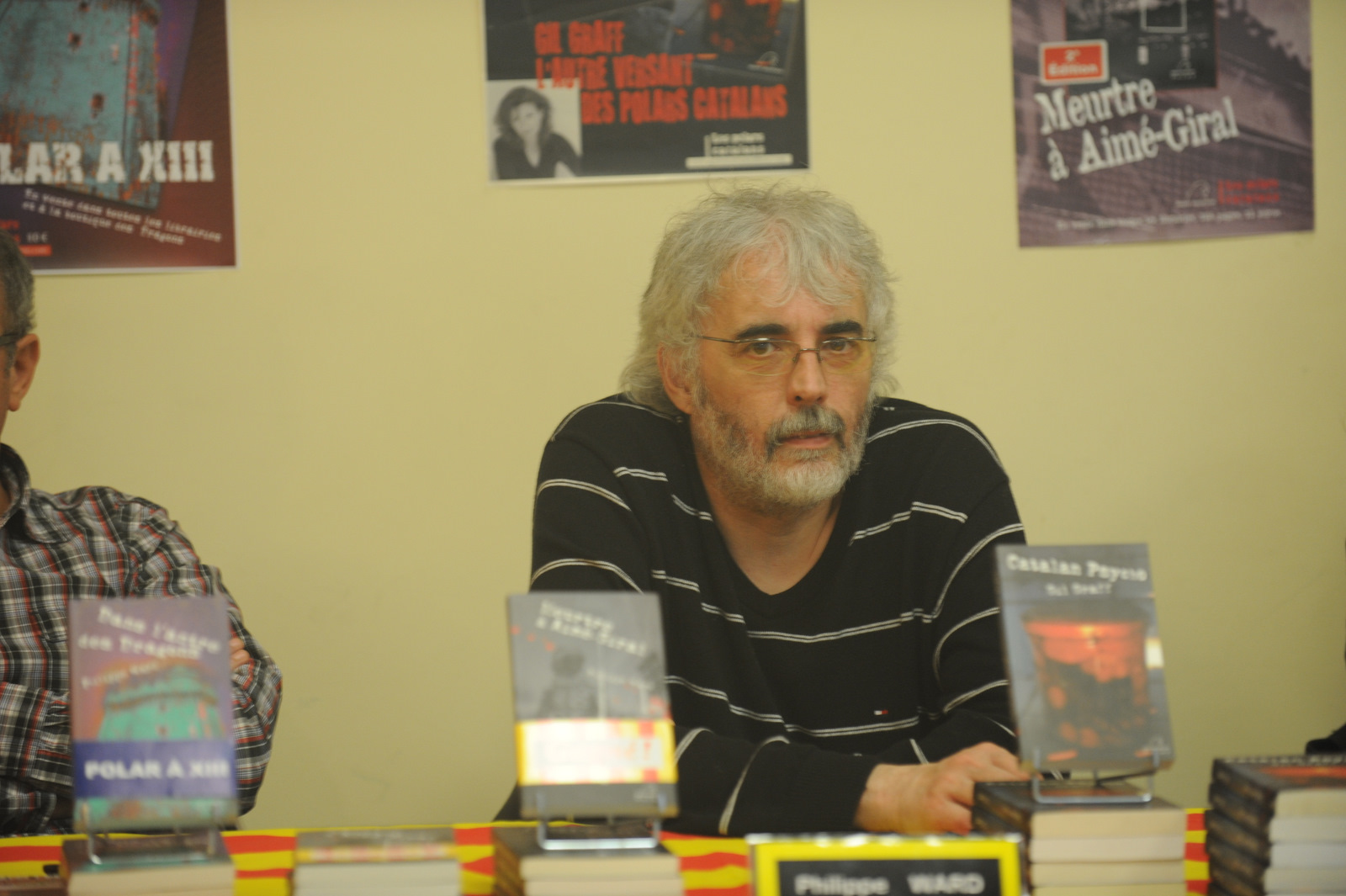
Philippe Ward, 2011

Philippe Ward (geboren am 13. Juli 1958 in Bordeaux) ist ein französischer Schriftsteller. Er lebt in Pamiers im Département Ariège.

## Biografie
Philippe Ward ist der Künstlername, unter dem Philippe Laguerre seine Fantasy-Romane und Kurzgeschichten veröffentlicht. Er hat auch unter dem Pseudonym Gilles de Grandin geschrieben. Er ist außerdem Leiter der Kollektion des Verlags Rivière Blanche. Er schreibt regelmäßig gemeinsam mit der Übersetzerin und Autorin Sylvie Miller.

## Werke

### Serie Lasser, Detektiv der Götter
Diese Serie wurde gemeinsam mit Sylvie Miller geschrieben.
1. Un privé sur le Nil[5], Critic, coll. « Fantasy », 2012, 327 p. (ISBN 979-10-90648-02-9)
2. Mariage à l'égyptienne, Critic, coll. « Fantasy », 2013, 306 p. (ISBN 979-10-90648-06-7)
3. Mystère en Atlantide, Critic, coll. « Fantasy », 2014, 352 p. (ISBN 979-1090648197)
4. Dans les arènes du temps, Critic, coll. « Fantasy », 2015 (ISBN 979-1090648470)

### Unabhängige Romane
- Artahe, CyLibris, 1997, 259 p.  (ISBN 2-84358-006-4)
- Irrintzina, Naturellement, coll. « Forces obscures », 1999, 285 p. (ISBN 2-910370-54-2)
- Le Chant de Montségur (2001) (avec Sylvie Miller), Ed. CyLibris/Fantastique, 2001
- La Fontaine de jouvence (sous le pseudonyme de Gilles de Grandin (2004)), Black Coat Press, Rivière Blanche, Coll. Blanche n° 2004, 2004
- Meurtre à Aimé Giral (2006)
- Dans l'antre des dragons (2008)
- 16, rue du repos (2009), Black Coat Press, Rivière Blanche, Coll. Noire n° 13, 2009
- Mascarades (2009), Aïtamatxi Editions, 2009
- Le glaive de justice (La saga de Xavi El Valent - 1) (2010) (avec Gildas Girodeau  et François Darnaudet, Black Coat Press, Rivière Blanche, Coll. Blanche n° 2072, 2010, réédité dans Le Glaive de Justice, Hélios Poche, juin 2015
- ...Ceci est mon sang (Radu Dracula - 1) (2011) (avec Philippe Lemaire), Black Coat Press, Rivière Blanche, Coll. Noire n° 26, 2011
- De Barcelona à Montsegur (La saga de Xavi El Valent - 2) (2012) (avec François Darnaudet, Gildas Girodeau et Boris Darnaudet, Black Coat Press, Rivière Blanche, Coll. Blanche n° 2106, 2013, réédité dans Le Glaive de Justice, Hélios Poche, juin 2015
- Magie rouge, Trash éd., coll. Trash n° 12, 2014
- Danse avec le taureau : Serial killer aux fêtes de Bayonne[1], Editions Wartberg, 2015

### Novellen
- Martha (1990)
- Les vignes du seigneur (1998)
- Le mur (2000) (mit Sylvie Miller)
- Prorata temporis (2001)
- After midnight (2002) (mit Sylvie Miller)
- Mau (2002) (mit Sylvie Miller)
- Le fils de l'eau (2003)
- Le survivant (2003) (mit Sylvie Miller)
- Les ferrets invisibles (2005) (mit Sylvie Miller)
- Les chemins de l'esprit (2006)
- Pas de pitié pour les pachas (2006) (mit Sylvie Miller)
- Un futur inimitable (2007) (mit Sylvie Miller)
- Noir Duo (recueil de nouvelles mit Sylvie Miller, 113 préfaciers, 2007)
- La belle au poids mordant (2009) (mit Sylvie Miller)
- N'est pacha qui veut (2009) (mit Sylvie Miller)
- Le crépuscule des maudites (2010) (mit Sylvie Miller)
- Le pacha botté (2010) (mit Sylvie Miller)
- Voir Pompéi et mourir (2012) (mit Sylvie Miller)

## Auszeichnungen
- 2000: Prix Masterton, catégorie roman français, pour Irrintzina
- 2013: Prix ActuSF de l’uchronie, catégorie littérature, pour Lasser Détective des Dieux (mit Sylvie Miller)